# Elena Pastorková
Elena Pastorková (25. května 1927 - ???) byla slovenská a československá bezpartijní politička, poslankyně Slovenské národní rady v 60. - 80. letech a Sněmovny národů Federálního shromáždění na počátku normalizace.

## Biografie
Ve volbách roku 1964 se stala poslankyní Slovenské národní rady. V SNR zasedala trvale až do roku 1981, přičemž v letech 1968-1981 byla členkou jejího předsednictva.
Po provedení federalizace Československa usedla v lednu 1969 do Sněmovny národů Federálního shromáždění. Nominovala ji Slovenská národní rada. Ve federálním parlamentu zasedala do konce funkčního období, tedy do voleb roku 1971.